# Floxuridina
La floxuridina es un medicamento utilizado para tratar el cáncer de hígado y el adenocarcinoma gastrointestinal o el cáncer colorrectal que se ha extendido al hígado.  Este medicamento se administra mediante inyección gradual en una arteria que irriga el cáncer.
Los efectos secundarios de este medicamento incluyen supresión de la médula ósea, cansancio, dolor de cabeza, mareos, dificultad para dormir, entumecimiento, dolor abdominal, estreñimiento, diarrea, ardor de estómago, náuseas, inflamación de la boca y sarpullido;  otros efectos secundarios pueden incluir problemas hepáticos.  Debido a la gravedad de los efectos secundarios, las personas generalmente ingresan en el hospital durante el tratamiento inicial.
Este medicamento fue aprobada para uso médico en los Estados Unidos en 1970. Está disponible como medicamento genérico. En Estados Unidos, 500 mg cuestan unos 130 dólares estadounidenses; aunque el único fabricante dejó de fabricar el medicamento en 2019.